# John Grisham
John Grisham (ur. 8 lutego 1955 w Jonesboro w stanie Arkansas) – amerykański pisarz i prawnik, autor thrillerów prawniczych i kryminałów.

## Życiorys
Grisham urodził się jako drugi z pięciorga rodzeństwa. Jego rodzice byli baptystami o nowoczesnych poglądach. Ojciec pracował na budowie i uprawiał bawełnę, matka zajmowała się domem. Po częstych przeprowadzkach, w 1967 rodzina osiedliła się w miasteczku Southaven w stanie Missisipi, gdzie Grisham ukończył Southaven High School. W 1977 otrzymał dyplom licencjacki na Uniwersytecie Stanowym Missisipi, a w 1981 ukończył studia prawnicze. W międzyczasie grał w baseball w drużynie Delta State University. W 1983 został wybrany do Parlamentu stanu Missisipi z ramienia Partii Demokratycznej, do którego należał do 1990. Jednocześnie prowadził praktykę prawniczą w Southaven. 
W 1988 pojawił się jego pierwszy sądowy thriller Czas zabijania, nad którym pracował trzy lata, w nakładzie 5000 egzemplarzy. Jego druga powieść – Firma – w 1991 znalazła się na siódmym miejscu na liście bestsellerów. Tego samego roku zrezygnował z urzędu i od tego momentu pracował tylko jako pisarz. Do tej pory sprzedał ponad 60 milionów egzemplarzy swoich książek i jest jednym z trzech autorów, którzy sprzedali 2 miliony egzemplarzy pierwszego wydania (poza nim J.K. Rowling i Tom Clancy). W 1992 powieść Raport Pelikana sprzedano w ponad 11 milionach egzemplarzy tylko w samych Stanach Zjednoczonych. 
Obecnie Grisham mieszka z żoną Renée oraz dwójką dzieci, Ty'em i Sheą. Rodzina dzieli swój czas między wiktoriański dom na farmie niedaleko Oxfordu, w stanie Missisipi, a domem na farmie niedaleko Charlottesville w hrabstwie Albemarle, w stanie Wirginia.

## Twórczość
Powieści
- 1991 Firma (The Firm)
- 1992 Raport Pelikana (The Pelican Brief)
- 1993 Klient (The Client)
- 1994 Komora (The Chamber)
- 1995 Zaklinacz deszczu (Rainmaker, The Rainmaker)
- 1996 Ława przysięgłych (The Runaway Jury)
- 1997 Wspólnik (The Partner)
- 1998 Uliczny adwokat (Obrońca ulicy, The Street Lawyer)
- 1999 Testament (The Testament)
- 2000 Bractwo (The Brethren)
- 2001 Malowany dom (A Painted House)
- 2001 Ominąć święta[1] (Skipping Christmas)
- 2002 Wezwanie (The Summons)
- 2003 Król afer (Król pozwów, Król odszkodowań, The King of Torts)
- 2003 Czuwanie (Chłopcy Eddiego, Trener, Bleachers)
- 2004 Ostatni sędzia (Ostatni sprawiedliwy, The Last Juror)
- 2005 Wielki gracz (Ułaskawienie, The Broker)
- 2006 Niewinny (Niewinny człowiek, The Innocent Man)
- 2007 Zawodowiec (Playing for Pizza)
- 2008 Apelacja (Werdykt, The Appeal)
- 2009 Prawnik (Adept, The Associate)
- 2010 Zeznanie (The Confession)
- 2011 Kancelaria (The Litigators)
- 2012 Calico Joe (Calico Joe)
- 2012 Więzienny prawnik (The Racketeer)
- 2014 Góra bezprawia (Gray Mountain)
- 2015 Samotny wilk (Rogue Lawyer)
- 2016 Demaskator (The Whistler)
- 2017 Wyspa Camino (Camino Island)[2]
- 2017 Bar Pod Kogutem (The Rooster Bar)
- 2018 Dzień rozrachunku (The Reckoning)
- 2019 The Guardians
- 2020 Wichry Camino (Camino Winds)
- 2021 Sooley
- 2022 Lista Sędziego (The Judge’s List)[3]
- 2022 The Boys from Biloxi[4]
- 2023 Wymiana (The Exchange)[5]
- 2024 Camino Ghosts[6]

Theodore Boone — dla młodych czytelników
- 2010 Theodore Boone: Młody prawnik (Theodore Boone: Kid Lawyer)
- 2011 Theodore Boone: Uprowadzenie (Theodore Boone: The Abduction)
- 2012 Theodore Boone: Oskarżony (Theodore Boone: The Accused)
- 2013 Theodore Boone: Aktywista (Theodore Boone: The Activist)
- 2015 Theodore Boone: Zbieg (Theodore Boone: The Fugitive)
- 2016 Theodore Boone: Afera (Theodore Boone: The Scandal)

Jake Brigance
- 1989 Czas zabijania (A Time to Kill)
- 2013 Czas zapłaty (Sycamore Row)
- 2020  Czas łaski (A Time for Mercy)
- 2022 Sparring Partners[7]

Zbiory opowiadań
- 2009 Powrót do Ford County (Ford County)

## Adaptacje
Filmy kinowe
- 1993 Firma (The Firm, reż. Sydney Pollack)
- 1993 Raport Pelikana (The Pelican Brief, reż. Alan J. Pakula)
- 1994 Klient (The Client, reż. Joel Schumacher)
- 1996 Czas zabijania (A Time to Kill, reż. Joel Schumacher)
- 1996 Komora (The Chamber, reż. James Foley)
- 1997 Zaklinacz deszczu (The Rainmaker, reż. Francis Ford Coppola)
- 1998 Fałszywa ofiara (The Gingerbread Man), reż. Robert Altman)[8]
- 2003 Malowany dom (A Painted House, reż. Alfonso Arau)
- 2003 Ława przysięgłych (The Runaway Jury, reż. Gary Fleder)
- 2004 Mickey (reż. Hugh Wilson, oryginalny scenariusz Grishama)
- 2004 Święta Last Minute[9], reż. Joe Roth, na podst. powieści Ominąć święta)

Telewizyjne
- Klient (1995-96)
- Uliczny adwokat (2003, nieemitowany odcinek pilotażowy)
- Firma (2012)